# Dipinti di Suzanne Valadon
La tabella seguente è una lista non esaustiva dei dipinti realizzati dall'artista francese Suzanne Valadon (1865–1938).
| Immagine   | Titolo                                     | Data       | Ubicazione                                        | Numero d'inventario | Materiali usati          |
| ---------- | ------------------------------------------ | ---------- | ------------------------------------------------- | ------------------- | ------------------------ |
|            | Autoritratto                               | 1883       |                                                   |                     | pastello                 |
|            | Ritratto di Erik Satie                     | 1892       | Museo nazionale di arte moderna, Parigi           | AM 1974-117         | olio su tela             |
|            | Autoritratto                               | 1898       | Museo di belle arti di Houston                    | 98.306              | olio su tela             |
|            | Adamo ed Eva                               | 1909       | Centro Georges Pompidou, Parigi                   | AM 2325 P           | olio su tela             |
| (immagine) | Albero alla cava di Montmagny              | 1910 circa | Museo d'arte Carnegie, Pittsburgh                 | 65.17.2             | olio su tela             |
|            | La rana                                    | 1910       | Museo d'arte di Basilea                           |                     | pastello e olio su carta |
|            | La gioia della vita                        | 1911       | Metropolitan Museum of Art, New York              | 67.187.113          | olio su tela             |
|            | Ritratti di famiglia                       | 1912       | Museo d'Orsay, Parigi                             | RF 1976 22          | olio su tela             |
|            | L'albero                                   | 1912       |                                                   |                     | olio su tela             |
|            | La sarta                                   | 1914       | Museo d'Orsay, Parigi                             | AM 2208             | olio su tela             |
|            | Il lancio della rete                       | 1914       | Museo di belle arti di Nancy                      | AM 2312 P           | olio su tela             |
|            | L'acrobata                                 | 1916       | Collezione privata                                |                     | olio su tela             |
|            | Nudi                                       | 1919       | Museo d'arte di San Paolo                         | MASP.00127          | olio su cartone          |
|            | Venere nera                                | 1919       | Museo di belle arti di Mentone                    |                     | olio su tela             |
| (immagine) | Utrillo davanti il suo cavalletto          | 1919       | Museo d'Arte Moderna di Parigi                    | AMVP 1711           | olio su tela             |
|            | Gilberte nuda si pettina                   | 1920       | Collezione privata                                |                     | olio su tela             |
|            | Nudo su un sofà rosso                      | 1920       | Museo del Petit Palais di Ginevra                 |                     |                          |
|            | La bambola abbandonata                     | 1921       | Museo nazionale delle donne nell'arte, Washington |                     | olio su tela             |
|            | Maurice Utrillo                            | 1921       |                                                   |                     | olio su tela             |
|            | Ritratto di Madame Zamaron                 | 1922       | Museum of Modern Art, New York                    | 581.1964            | olio su tela             |
| (immagine) | Nudo con una coperta a strisce             | 1922       | Museo d'Arte Moderna di Parigi                    | AMVP 1710           | olio su tela             |
|            | Le bagnanti                                | 1923       | Museo di belle arti di Nantes                     | Inv. 957.6.1.P      | olio su tela             |
|            | La camera blu                              | 1923       | Musée National d'Art Moderne, Parigi              | LUX 1506 P          | olio su tela             |
|            | La custodia del violino                    | 1923       | Museo d'Arte Moderna di Parigi                    | AMVP 1712           | olio su tela             |
|            | Cane addormentato su un cuscino            | 1923 circa | Fondazione dell'Hermitage, Losanna                |                     | olio su tavola           |
|            | Donna con le calze bianche                 | 1924       | Museo di belle arti di Nancy                      |                     | olio su tela             |
|            | Ritratto di Louis Moysés                   | 1924       | Collezione privata                                |                     | olio su tela             |
| (immagine) | Nature morte à la draperie et au bouquet   | 1924       | Museo d'Arte Moderna di Parigi                    | AMVP 1864           | olio su tela             |
| (immagine) | Nudo                                       | 1925       | Museo d'Arte Moderna di Parigi                    | AMVP 1057           | olio su tela             |
|            | Germaine Utter di fronte alla sua finestra | 1926       | Museo d'Arte Sompo, Tokyo                         |                     |                          |
|            | Nudo reclinato                             | 1928       | Metropolitan Museum of Art, New York              | 1975.1.214          | olio su tela             |
|            | Fiori di primavera                         | 1928       | Statens Museum for Kunst, Copenaghen              | KMSr157             | olio su tela             |
|            | Lillà e peonie                             | 1929       | Metropolitan Museum of Art, New York              | 67.187.112          | olio su tela             |
|            | Ragazza di fronte a una finestra           | 1930       | Museo d'arte di San Diego                         | 1976.306            | olio su tela             |
|            | Nudo con scialle blu                       | 1930       | Museo di Unterlinden, Colmar                      | 2008.8.117          | olio su tela             |
|            | Bouquet di rose                            | 1936       | Museo di belle arti di Brest                      | AM1974-119          | olio su compensato       |
| (immagine) | Natura morta con frutta                    | 1937       | Carnegie Museum of Art, Pittsburgh                | 67.17               | olio su tela             |